# Koning Lodewijk-kruis
Het Koning Lodewijk-kruis (Duits: König Ludwig-Kreuz of König Ludwig Kreuz) was een Beierse onderscheiding voor verdienste in de Eerste Wereldoorlog. Terwijl een reusachtig Duits leger aan twee fronten een uitputtingsoorlog voerde bracht men ook aan het thuisfront zware offers. Er was ten gevolge van de geallieerde blokkade onvoldoende te eten en kinderen, vrouwen en ouderen moesten het werk van de gemobiliseerde mannen op zich nemen.
Op 7 januari 1916 stichtte koning Lodewijk III van Beieren een onderscheiding voor die burgers die zich aan het thuisfront, in dienst van het leger in een niet militaire functie of voor het welzijn van het land hadden ingezet. Beieren volgde het voorbeeld van andere Duitse staten die vergelijkbare onderscheidingen voor het thuisfront hadden ingesteld.
Het verloop van de economische oorlogsvoering laat zich aan de keuze van het materiaal aflezen. Waren Beierse onderscheidingen voor de oorlog van goud en zilver; dit kruis was van zwart gemaakt ijzer, later van brons en uiteindelijk van zwartgeverfd zink.
Er zijn tienduizenden kruisen uitgereikt. Een goed bewaard kruis, de zinken kruisen oxideren snel, kost ook na negentig jaar niet meer dan 20 euro. Het materiaal maakt weinig verschil.
De door Prof. Bleeker uit München ontworpen onderscheiding werd door de Koninklijk Beierse Rijksmunt in München aangemaakt. Het lint was zachtblauw met een brede horizontaal wit-blauw-witte baan met tientallen smalle strepen. Op de voorzijde staat het portret van de koning, op de keerzijde de stichtingsdatum.

## Decorati
- Hans Schemm

## Voetnoten
1. ↑  Nimmergut